# Sgùrr nan Gillean
Der Sgùrr nan Gillean ist ein 964 m (3.163 ft) hoher Berg auf der schottischen Insel Skye. Sein gälischer Name bedeutet Spitze der jungen Männer. Der Legende nach mussten alle jungen Männer in diesem Teil von Skye den Berg im Alter von 16 Jahren besteigen, wenn sie als Mann angesehen werden wollten. Er ist Teil der Bergkette der Black Cuillin und aufgrund seiner Höhe als Munro und Marilyn eingestuft. 
Geologisch besteht der Sgùrr nan Gillean wie die gesamten Black Cuillin aus Gabbro und Basalt und weist ausgesprochen felsige Strukturen auf. Er liegt im nördlichen Teil der Black Cuillin und ist aufgrund seiner markanten Gipfelpyramide von Norden weithin erkennbar und ein beliebtes Fotomotiv. Dem Hauptgipfel schließt sich nach Norden die leicht abfallende sogenannte Pinnacle Ridge an, die aus mehreren aufeinander folgenden und in ihrer Höhe abfallenden Felsspitzen besteht. Die höchste dieser Spitzen ist der 914 m (2.999 ft) hohe Knight’s Peak. Nach Westen verläuft vom Gipfel weg ein weiterer felsiger Grat, die West Ridge, die den Übergang zum benachbarten, 934 m (3.064 ft) hohen, und ebenfalls als Munro eingestuften Am Basteir darstellt. Ein weiterer Grat läuft nach Südosten, über ihn verläuft auch der meistfrequentierte Aufstieg.

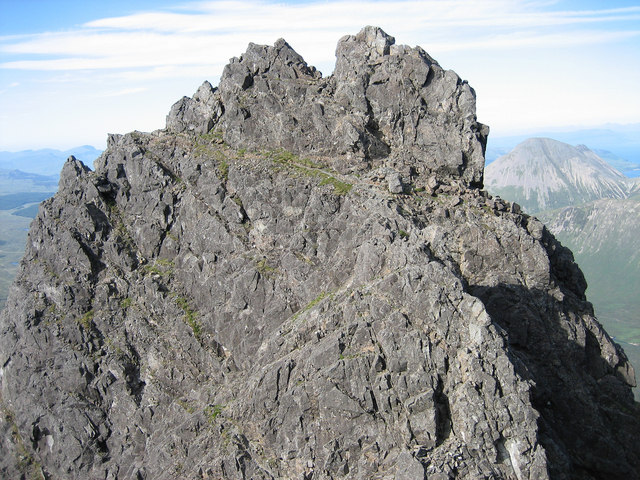
Blick vom Anstieg zum Hauptgipfel zum Knight’s Peak
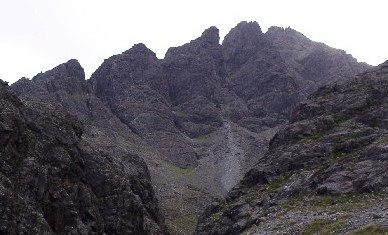
Die Pinnacle Ridge von Westen
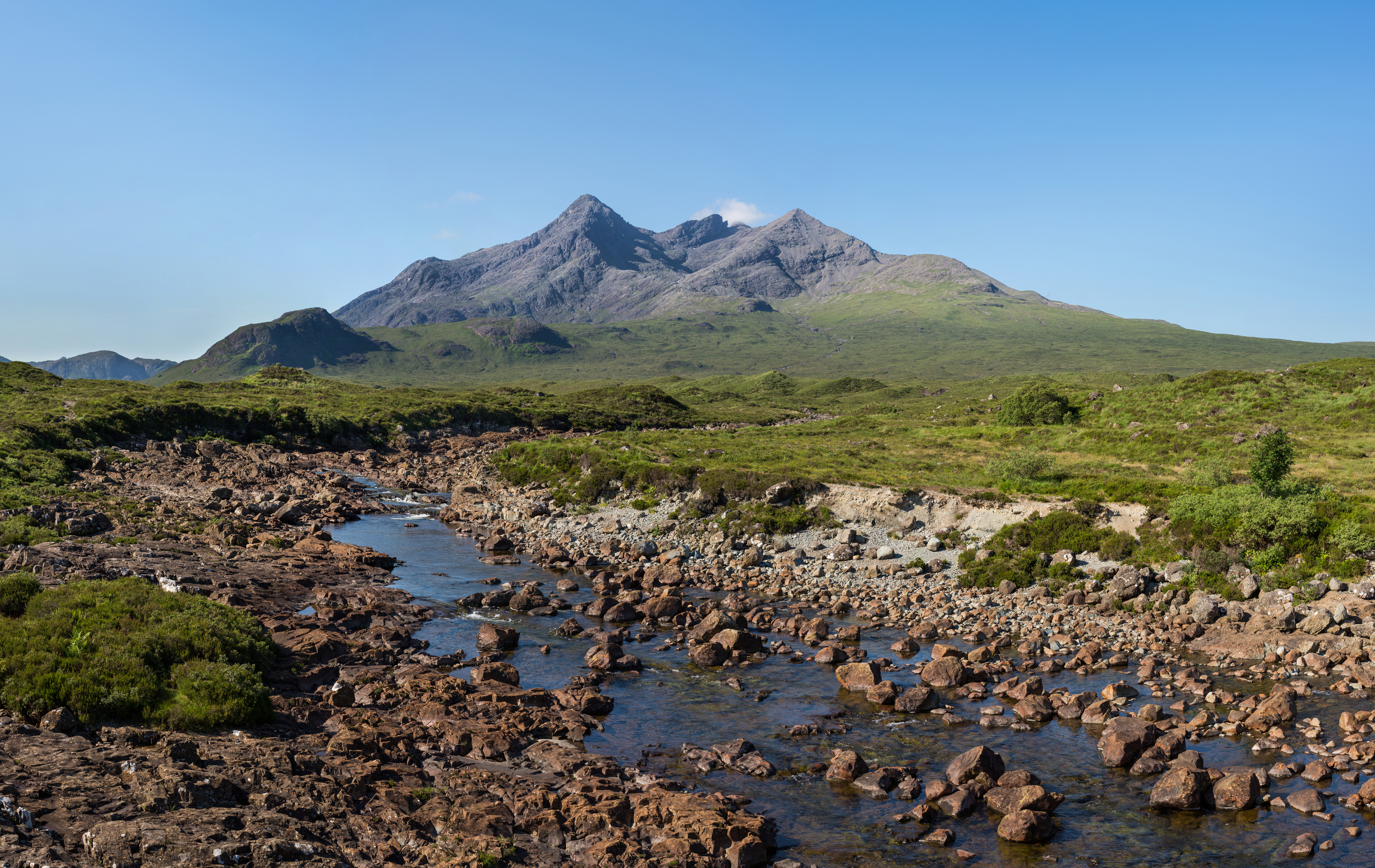
Blick von Norden auf die Cuillin Hills, links der Sgùrr nan Gillean
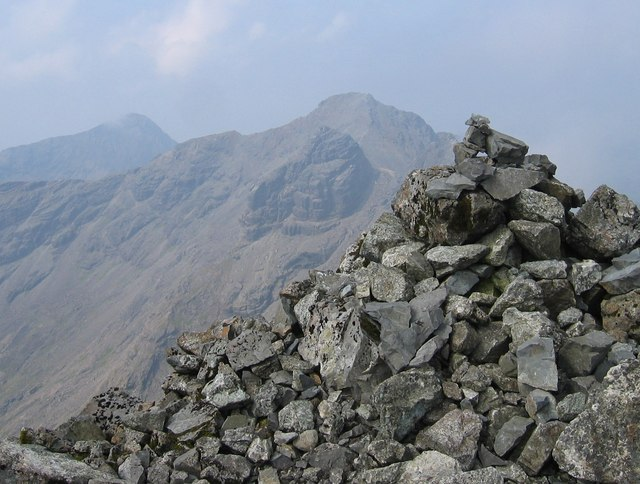
Der Gipfelcairn des Sgùrr nan Gillean, im Hintergrund der benachbarte Bruach na Frìthe

Aufgrund seiner felsigen Struktur zählt der Sgùrr nan Gillean zu den schwierigeren Bergen Schottlands, nach dem Sgùrr Dearg bzw. dem auf diesem befindlichen Inaccessible Pinnacle ist er der schwierigste Munro auf Skye. Auch der leichteste Aufstieg, die sogenannte Tourist Route erfordert Kletterei und weist ausgesetzte Passagen auf, vor allem im letzten Anstieg zum Gipfel. Ausgangspunkt ist Sligachan, eine kleine Ansiedlung an der A87, etwa fünf Kilometer nördlich des Berges. Von dort führt der Weg nach Süden, zuletzt unterhalb der Ostflanke des Sgùrr nan Gillean im Coire Rhiabhach aufwärts zum Südostgrat, von dort zum Gipfel. Der Aufstieg über die Pinnacle Ridge ist ohne Kletterausrüstung nicht empfehlenswert, die Überwindung der Spitzen erfordert an einzelnen Stellen Abseilen, ebenso weist der Übergang nach Westen zum Am Basteir Abseilstellen auf.